# Quantification existentielle
« ∃ » redirige ici. Pour le kana ヨ, voir よ.

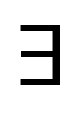
Symbole mathématique du quantificateur d'existence.

En mathématiques et en logique, plus précisément en calcul des prédicats, l'existence d'un objet {\displaystyle x} satisfaisant une certaine propriété, ou prédicat, {\displaystyle P} se note {\displaystyle \exists xP(x)}, où le symbole mathématique {\displaystyle \exists }, lu « il existe », est le quantificateur existentiel, et {\displaystyle P(x)} le fait pour l'objet {\displaystyle x} d'avoir la propriété {\displaystyle P}.
L'objet {\displaystyle x} a la propriété {\displaystyle P(x)} s'exprime par une formule du calcul des prédicats. Pour exemples, 
- dans une structure ordonnée, « {\displaystyle x} est un élément minimal » s'écrit {\displaystyle \forall y,x\leq y}, « il existe un élément minimal » s'écrit donc {\displaystyle \exists x,\forall y,x\leq y}
- dans une structure munie d'une loi binaire notée {\displaystyle +}, « {\displaystyle x} est élément neutre » se dit  {\displaystyle \forall y,((y+x=y)\land (x+y=y))}, « il existe un élément neutre » s'écrit donc {\displaystyle \exists x,\forall y,((y+x=y)\land (x+y=y))}.

Le quantificateur existentiel {\displaystyle \exists } est un opérateur de liaison, ou signe mutificateur ; la variable qui suit immédiatement le quantificateur est dite liée, ou muette dans l'expression. Ainsi  l'énoncé {\displaystyle \exists xP(x)} ne dépend pas de {\displaystyle x}, et il est synonyme par exemple de {\displaystyle \exists zP(z)}.
L'énoncé peut se démontrer directement par une construction explicite, en produisant l'objet considéré, ou indirectement par une démonstration éventuellement non constructive, comme dans le cas d'un raisonnement par l'absurde. Elle peut même être directement exprimée par un axiome d'une théorie mathématique.
A priori, l'existence ne garantit pas l'unicité, ce qui signifie qu'il peut exister plusieurs objets satisfaisant les mêmes propriétés, donc que l'obtention de tels objets par des méthodes différentes (ou par la répétition d'une même méthode) n'aboutira pas nécessairement au même résultat. Lorsqu'il y a quantification existentielle unique, c'est-à-dire conjonction de l'existence et de l'unicité, le prédicat est usuellement noté à l'aide du signe « {\displaystyle \exists !} », qui a la même syntaxe que le signe « {\displaystyle \exists } ».
Les variables peuvent être astreintes à des ensembles différents, réels, entiers, vecteurs... Il est souvent nécessaire de préciser explicitement dans la quantification le domaine auquel est astreinte la variable, par exemple {\displaystyle \exists x\in \mathbb {R} P(x)} pour indiquer que la variable {\displaystyle x} désigne un réel, avec diverses syntaxes possibles pour séparer la quantification du prédicat (espace comme précédemment, virgule :  {\displaystyle \exists x\in \mathbb {R} ,P(x)}, etc.).

## Origine
L'utilisation répertoriée la plus ancienne de ce symbole fut faite par Giuseppe Peano dans son livre le logique mathématique Formulario Mathematico en 1896. Le symbole fut ensuite popularisé par Bertrand Russell.

## Note
1. ↑  « In mathematics, definitions often come paired : "at most one" and "at least one" » —(en) Ravi Vakil, « Foundations of Algebraic Geometry », sur math.stanford.edu, 2013, p. 73.
2. ↑  (en) Stephen Webb, « Clash of Symbols », SpringerLink,‎ 2018 (DOI 10.1007/978-3-319-71350-2, lire en ligne, consulté le 2 mars 2024)